# Żoliborz Dziennikarski

Obszar MSI Stary Żoliborz

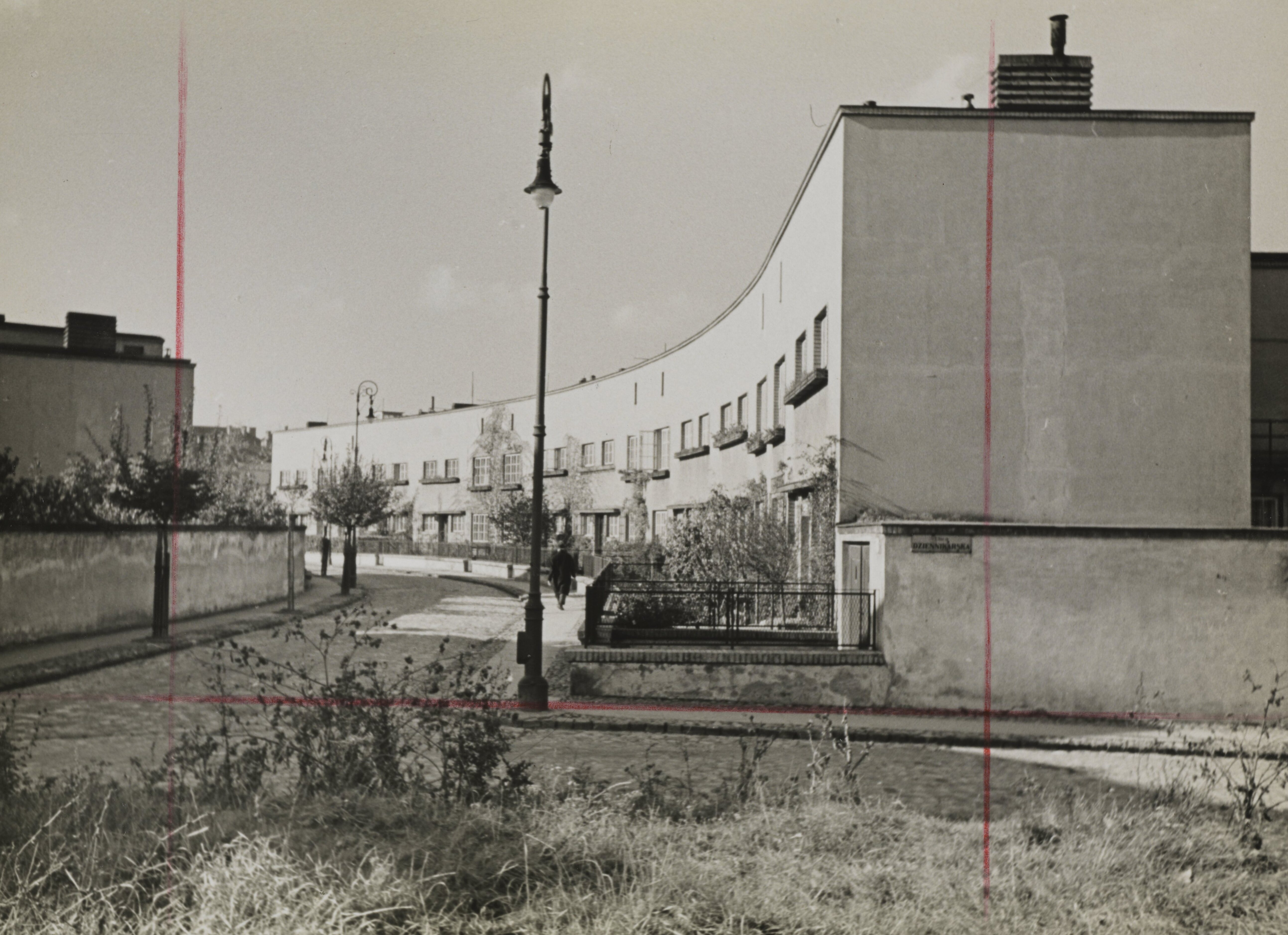
Ulica Tucholska w latach 30. XX wieku

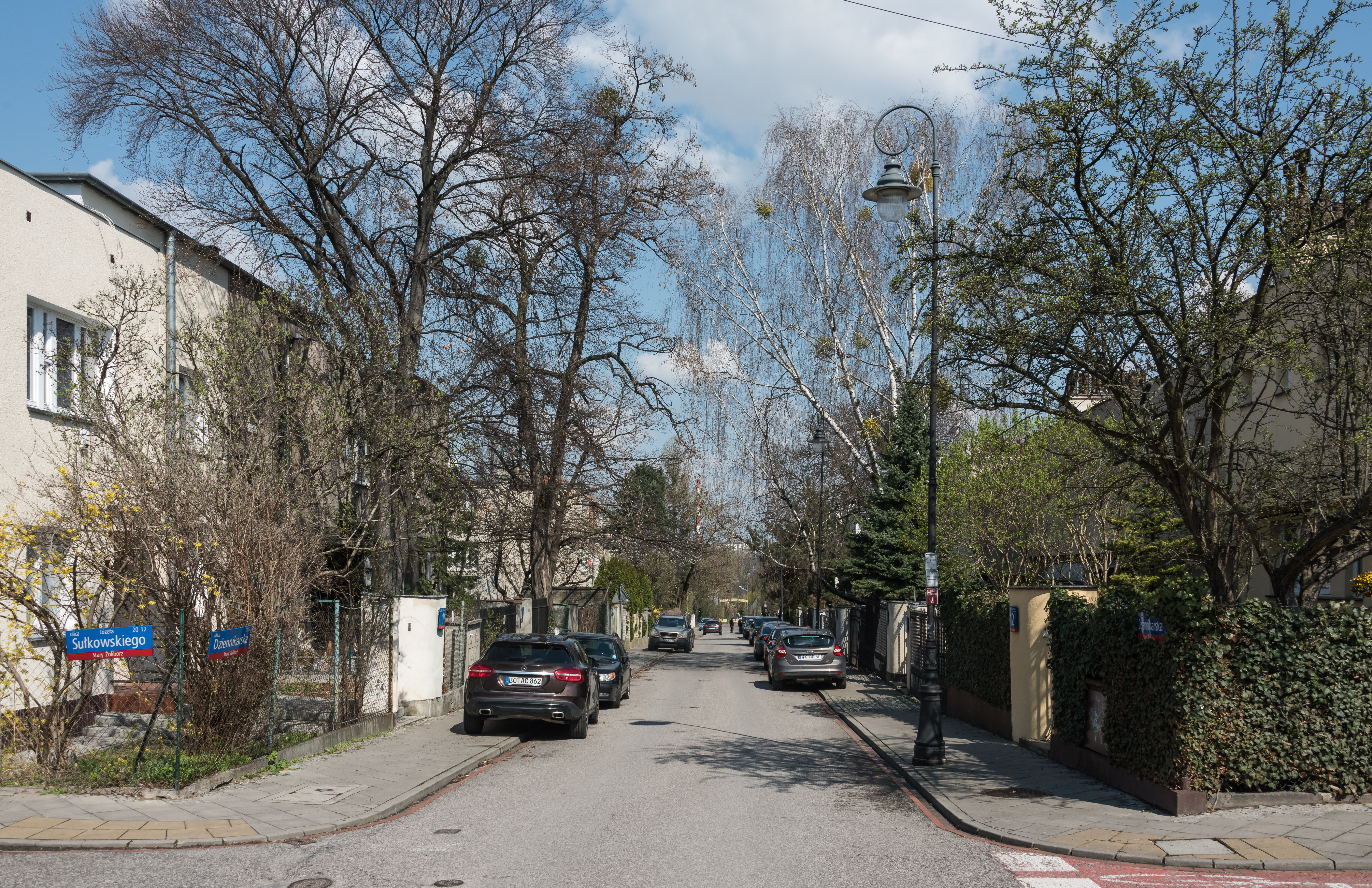
Ulica Dziennikarska

Żoliborz Dziennikarski – osiedle warszawskiej dzielnicy Żoliborz, położone w rejonie ulic Krasińskiego, Sułkowskiego, Karpińskiego i Dziennikarskiej. 
Znajduje się w granicach rejonu Miejskiego Systemu Informacji (MSI) Stary Żoliborz. 

## Opis
Domy wzniesiono w latach 1928–1930. Zaprojektował je Kazimierz Tołłoczko dla Spółdzielni Mieszkaniowej Warszawskich Dziennikarzy. Na ulicach Promyka, Tucholskiej i Dziennikarskiej zachowały się szeregowe domki z lat 1928–1930, z małymi okienkami od ulicy. Pomieszczenia gospodarcze umieszczono od strony ulicy. Z drugiej strony okna, już normalnej wielkości, wychodzą na małe przydomowe ogródki.
Mieszkańcami osiedla byli m.in. Melchior Wańkowicz, który był właścicielem willi przy ul. Dziennikarskiej 3, Maria Anto, która miała swoją pracownię malarską w domu przy ulicy Karpińskiego, i artystka rzeźbiarka Zuzanna Janin, która poświęciła historii domu rodzinnego znajdującego się na tym osiedlu szereg swoich rzeźb wystawionych w Galerii Foksal.
Osiedle charakteryzuje się małymi uliczkami pełnymi zieleni, a jego zamknięcie od strony Wisły stanowią ogródki działkowe.